# Asterorhombus intermedius
 Asterorhombus intermedius és un peix teleosti de la família dels bòtids i de l'ordre dels pleuronectiformes.

## Morfologia
Pot arribar als 20 cm de llargària total.

## Distribució geogràfica
Es troba des de les costes del Mar Roig fins a les de Tonga, sud del Japó i Austràlia.